# Mulkkusaaret
Mulkkusaaret (doslovno prevedeno kao otoci penisa) je skupina od tri mala otoka i jedne stijene u jezeru Oulujärvi u općini Paltamo u Finskoj. Otoci se nalaze sjeverno od otoka Tevä, otprilike 5 m južno-jugozapadno od sela Melalahti i otprilike 9 km sjeverno-sjeverozapadno od sela Paltaniemi.
Otoci čine lanac u smjeru sjeveroistok-jugozapad, a uglavnom su prekriveni borealnim šumama. Otvorene obale s liticama nalaze se na sva tri otoka, uglavnom na južnim stranama. Na najjužnijem otoku nalazi se logorska vatra i sklonište, laavu.